# Cyornis sanfordi
A Cyornis sanfordi a madarak (Aves) osztályának a verébalakúak (Passeriformes) rendjébe, ezen belül a légykapófélék (Muscicapidae) családjába tartozó faj.

## Rendszerezése
A fajt Erwin Stresemann német ornitológus írta le 1931-ben.

## Előfordulása
Indonéziához tartozó Celebesz északi részén honos. Természetes élőhelyei a szubtrópusi vagy trópusi hegyi esőerdők. Állandó, nem vonuló faj.

## Megjelenése
Testhossza 14,5 centiméter.

## Életmódja
Gerinctelenekkel táplálkozik.

## Természetvédelmi helyzete
Az elterjedési területe nagyon kicsi és az emberi tevékenység miatt csökken, egyedszáma 15000 alatti és csökken. A Természetvédelmi Világszövetség Vörös listáján veszélyeztetett fajként szerepel.